# Maciej Maciejewski (1914–2018)
Maciej Maciejewski wł. Wincenty Maciejowski (ur. 1 października 1914 w Augustowie, zm. 18 maja 2018 w Warszawie) – polski aktor filmowy, telewizyjny i teatralny.

## Życiorys
W latach 1936–1938 kształcił się w Studiu Operowym przy Operze Warszawskiej. W 1938 debiutował na scenie partią Janusza w Halce według Stanisława Moniuszki. Brał udział w kampanii wrześniowej, w trakcie której został ranny. W latach 1940–1941 przebywał w Grodnie, gdzie występował w polskim Teatrze Lalki i Aktora. W 1941 wrócił do Warszawy, podejmując pracę w Banku Cukrowniczym.

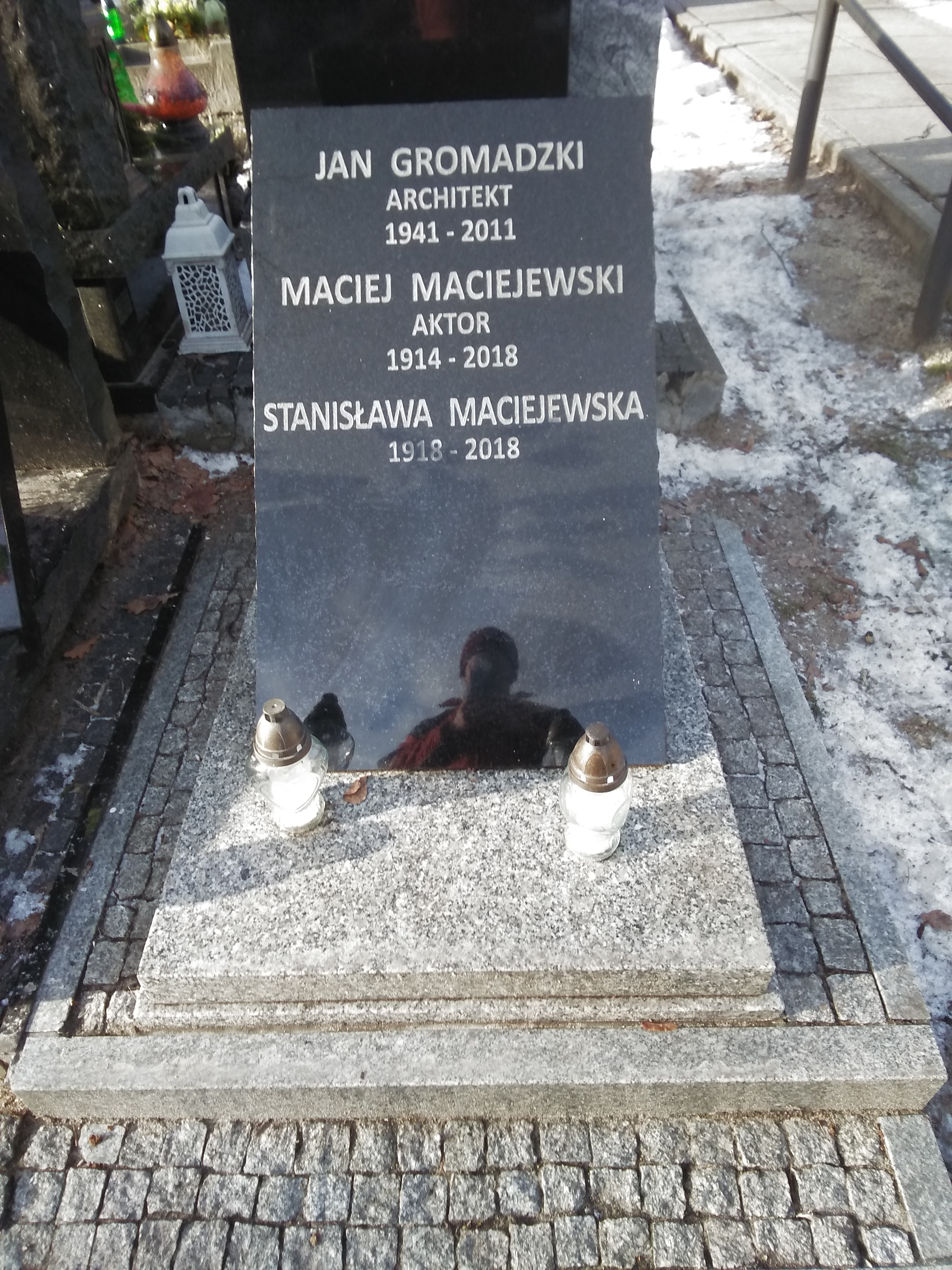
Grób aktora na Powązkach Wojskowych w Warszawie

W 1946 ukończył studia aktorskie w studiu Iwona Galla w Krakowie, a w 1947 zdał egzamin eksternistyczny. Już wcześniej w latach 1944–1946 grał w Krakowie w: Teatrze Rapsodycznym i Teatrze Groteska. W latach 1946–1948 przebywał w Gdyni występując w Teatrze Wybrzeże, a w latach 1948–1949 był aktorem Teatru Wojska Polskiego w Łodzi. Od 1949 był związany ze scenami Warszawy: w latach 1956–1959 grał w Teatrze Dramatycznym, a w latach 1949–1956 i ponownie od 1959 był aktorem Teatru Polskiego. W 1978 przeszedł na emeryturę.
W filmie zadebiutował w 1951 roku rolą skrzypka Slavika w Młodości Chopina. Następnym filmem, w którym wystąpił był produkcyjniak Żołnierz zwycięstwa, gdzie pojawił się w epizodycznej roli oficera sztabowego. Najbardziej znany z roli porucznika „Gustawa” w filmie wojennym Kanał. Tą rolą zapisał się na stałe w kartach polskiej kinematografii. Zagrał jeszcze kilkadziesiąt drugoplanowych ról filmowych i telewizyjnych.
Wielokrotnie pojawiał się także w spektaklach Teatru Telewizji. Od 1958 do 2008 wziął udział w ponad 40 spektaklach.
Od 1951 do 2003 był związany z Teatrem Polskiego Radia.
Udzielał się także w dubbingu. Jego głosem mówił przysięgły nr 6 w polskiej wersji językowej filmu Dwunastu gniewnych ludzi z 1959 roku.
1 października 2014 świętował 100. urodziny. Uroczystości z tej okazji zorganizowano m.in. w siedzibie ZASP.
Zmarł 17 maja 2018 w wieku 103 lat. Był najdłużej żyjącym polskim aktorem w historii. 25 maja został pochowany na Powązkach Wojskowych w Warszawie (kwatera E-20-15). Jego żona Stanisława Maciejewska z domu Halfer zmarła tydzień po pochówku aktora w dzień swoich setnych urodzin - 31 maja 2018 roku. 

## Filmografia
| Filmy fabularne     |                                 |                                    | |
| Rok                 | Tytuł                           | Reżyser                            | Rola |
| 1951                | Młodość Chopina                 | Aleksander Ford                    | skrzypek Slavik |
| 1953                | Żołnierz zwycięstwa             | Wanda Jakubowska                   | oficer sztabowy |
| 1954                | Pod gwiazdą frygijską           | Jerzy Kawalerowicz                 | Władysław Tomczewski |
| 1955                | Podhale w ogniu                 | Jan Batory, Henryk Hechtkopf       | Czepiec |
| 1956                | Kanał                           | Andrzej Wajda                      | porucznik „Gustaw” |
| 1957                | Prawdziwy koniec wielkiej wojny | Jerzy Kawalerowicz                 | kierownik budowy |
| 1957                | Wyspa wielkiej nadziei          | Bohdan Poręba                      | narrator (głos) |
| 1959                | Dwunastu gniewnych ludzi        | Seweryn Nowicki                    | przysięgły nr 6 (polski dubbing)                                                                                               |
| 1959                | Lunatycy                        | Bohdan Poręba                      | Kurowski |
| 1960                | Rzeczywistość                   | Antoni Bohdziewicz                 | prokurator Wolski |
| 1964                | Przerwany lot                   | Leonard Buczkowski                 | nauczyciel |
| 1967                | Wenus z Ille                    | Janusz Majewski                    | archeolog (głos) |
| 1967                | Zbrodnia lorda Artura Savile’a  | Witold Lesiewicz                   | Mansfred |
| 1967                | Przeraźliwe łoże                | Witold Lesiewicz                   | barman w kasynie |
| 1967                | Klub szachistów                 | Witold Lesiewicz                   | burmistrz |
| 1970                | Epilog norymberski              | Jerzy Antczak                      | mecenas Horn |
| 1972                | Waterloo                        | Jerzy Twardowski                   | marszałek Michel Ney (polski dubbing)                                                                                          |
| 1976                | Ptaki, ptakom...                | Paweł Komorowski                   | Rafał |
| 1976                | Ja, Klaudiusz                   | Izabella Falewiczowa               | Pallas |
| 1979                | ...Cóżeś ty za pani...          | Tadeusz Kijański                   | emisariusz |
| 1979                | Racławice. 1794                 | Lucyna Smolińska, Mieczysław Sroka | Hugo Kołłątaj |
| 1980                | Polonia Restituta               | Bohdan Poręba                      | |
| 1984                | Cień już niedaleko              | Kazimierz Karabasz                 | Zygmunt |
| 1986                | Maskarada                       | Janusz Kijowski                    | |
| 1987                | Krótki film o zabijaniu         | Krzysztof Kieślowski               | prokurator |
| 1988                | Pożegnanie cesarzy              | Roman Załuski                      | Wawrzek |
| 1997                | Brat naszego Boga               | Krzysztof Zanussi                  | starzec |
| 2000                | Egoiści                         | Mariusz Treliński                  | starszy pan |
| Seriale telewizyjne |                                 |                                    | |
| 1971                | Królowa Elżbieta                | Zofia Dybowska-Aleksandrowicz      | Gardiner (polski dubbing) |
| 1973                | Wielka miłość Balzaka           | Wojciech Solarz                    | Gosselin (odc.1) |
| 1977                | Lalka                           | Ryszard Ber                        | policjant (odc. 8) |
| 1978                | Życie na gorąco                 | Andrzej Konic                      | Stanisław Majewski (odc. 4-5, 7)                                                                                               |
| 1986                | Piotr Wielki                    | Zofia Dybowska-Aleksandrowicz      | Adrian (polski dubbing) |
| 1994                | Zespół adwokacki                | Andrzej Kotkowski                  | Piotr Zieliński (odc. 11–12)                                                                                                   |
| 1998                | Klan                            | Paweł Karpiński                    | mężczyzna, którego żona umiera na raka w hospicjum rozmawiający z Józkiem po śmierci Ewy (odc. 92, 100)                        |
| 2001                | Adam i Ewa                      | różni                              | profesor Walewski |
| 2002                | Samo życie                      | różni                              | profesor Pawlicki, wykładowca w Akademii Muzycznej im. Fryderyka Chopina w Warszawie, nauczyciel pianistki Zofii Poniemirskiej |

## Spektakle telewizyjne
Od 1958 zagrał w ponad 40 spektaklach Teatru Telewizji. Ostatni, w którym wystąpił, nosił tytuł „Przygody Sindbada Żeglarza” (2008).

## Teatr
- 1938: Halka
- 1945: Konrad Wallenrod
- 1945: Pan Tadeusz
- 1945: Beniowski
- 1946: Mickiewiczowskie ballady
- 1946: Homer i Orchideja
- 1946: W małym dworku
- 1946: Z piosenką przez wieś
- 1947: Żeglarz jako stary marynarz
- 1947: Trasa
- 1947: Balladyna jako Fon Kostryn
- 1948: Ocalenie Jakuba jako Jakub
- 1948: Trzech synów jako ojciec
- 1948: Wesele jako gospodarz
- 1948: Krwawe gody jako drugi młodzieniec, pierwszy drwal
- 1948: Igraszki z diabłem jako Lucjusz, Marcin Kabat
- 1949: Bankiet jako Stefan
- 1949: Wrogowie jako Grekow
- 1949: Wesołe kumoszki z Windsoru jako Fenton
- 1949: Na dnie jako Andrzej Kleszcz
- 1949: Ostatnie dni jako Bieniediktow
- 1950: Bóg, cesarz i chłop jako Jan z Chlumu
- 1950: Don Juan, czyli Kamienny gość jako Don Alonzo
- 1950: Tai Yang budzi się jako Thsin
- 1951: Próba sił jako dr Kownacki
- 1951: Trzeba było iskry jako Edward Wanat
- 1952: Król i aktor jako Stanisław Staszic
- 1952: Pułkownik Foster przyznaje jako Ma San
- 1953: Polacy nie gęsi jako Mikołaj Rej, pan Otwinowski
- 1953: Horsztyński jako Poeta
- 1954: Lubow Jarowaja jako Roman Koszkin
- 1954: Cyd jako Don Ariaz
- 1955: Lorenzaccio jako Tebaldeo Freccia
- 1955: Odwiedziny jako Wrona
- 1956: Święta Joanna jako Robert de Baurdicourt
- 1957: Don Juan jako Don Alonzo
- 1957: Imiona władzy jako Klaudiusz
- 1957: Iwona, księżniczka Burgunda jako Inocenty
- 1958: Antygona jako chór
- 1958: Szkoda tej czarownicy na stos jako Rene Ludwik
- 1959: Wesele pana Balzaka jako Aleksander Weryha-Darowski
- 1960: Don Carlos jako ojciec Domingo
- 1960: Noc listopadowa jako Ksawery Bronikowski
- 1960: Kniaź Mścisław Udały jako Dierżawin
- 1960: Wielki kram jako Proteusz
- 1961: Śmierć Gubernatora jako narrator
- 1961: Wesele jako dziennikarz
- 1961: Jaskółka jako Semko, książę Mazowiecki
- 1962: Wieczór poezji Władysława Broniewskiego
- 1962: Pierścień wielkiej damy jako sędzia Klemens Durejko
- 1962: Zielone rękawice jako Symoen
- 1963: Borys Godunow jako Gawriła Puszkin
- 1963: Droga przez świat jako autor
- 1963: Sen srebrny Salomei jako Pafnucy
- 1963: Wit Stwosz i Niobe
- 1963: Romeo i Julia jako Escalus
- 1963: Bracia Karamazow jako sędzia śledczy
- 1964: Dziady jako ksiądz Piotr
- 1964: Makbet jako Banko
- 1964: Pies ogrodnika jako Markiz Ricardo
- 1965: Samochwał albo amant wilkołak jako Zawierucha
- 1965: Sławna historia o Troilusie i Kresydzie jako Eneasz
- 1965: Balladyna jako Kirkor
- 1966: Przesłuchanie Juliusza jako Herber S. Marks
- 1966: Irydion jako Werres
- 1967: Jakiej mnie pragniesz jako Sylwiusz Masperi
- 1967: Nam nie drewno potrzebne jako strażnik
- 1968: Kobieta bez skazy jako człowiek bogaty i muzykalny
- 1968: Sułkowski jako Mordwinow
- 1968: Lilla Weneda jako Lech
- 1969: Klątwa jako sołtys
- 1969: Martwe dusze
- 1969: Jezioro jako Giewont
- 1969: Szkoła kobiet jako Rozsądnicki
- 1969: Intryga i miłość jako Miller
- 1970: Ballada o tamtych dniach jako minister
- 1970: Nocna eskorta jako baron Maks Stellwag
- 1970: Na szkle malowane jako Opowiadacz
- 1971: Wesołe kumoszki z Windsoru jako Ford
- 1971: Faust jako Altmayer
- 1971: Niewinni winowajcy jako Murow
- 1972: Lęki poranne jako Opas
- 1972: Jak wam się podoba jako Fryderyk
- 1973: Tragedia optymistyczna jako bosman
- 1973: Życie jawą jako chłop
- 1973: Akcja V jako generał Lust
- 1974: Rumcajs jako Starosta
- 1974: Po tamtej stronie świata jako Czako, Druh
- 1975: Mazepa jako Chmara
- 1975: Otello jako Brabancjo
- 1975: Cyd jako Don Arias, Don Ferdynand, Król Jan Kazimierz
- 1976: Maskarada jako wydawca
- 1976: Antoniusz i Kleopatra jako Emiliusz Lepidus
- 1976: Maria Stuart jako Amias Paulet
- 1977: Maskarada jako wydawca
- 1977: Przy pełni księżyca jako Timofiej
- 1978: Ballada łomżyńska jako ksiądz
- 1978: Dla miłego grosza jako szlachcic
- 1979: Wielka przygoda w małym miasteczku
- 1979: Cyrano de Berberac jako mieszczanin
- 1979: Henryk VI na łowach jako Robert
- 1981: Pan Tadeusz jako Jankiel
- 1982: Sto rąk, sto sztyletów jako ogrodnik
- 1982: Vatzlav jako Edypus
- 1982: Wyzwolenie jako starzec
- 1982: Gra o Narodzeniu i Męce
- 1983: Maestro jako Walerian
- 1984: Wesele jako Dziad
- 1985: Romulus Wielki jako Odoaker
- 1985: Żywot Józefa jako Jakub
- 1986: Fantazy jako ksiądz Loga
- 1987: Kordian jako papież, prymas
- 1987: Krótka noc jako kolejarz
- 1988: Drzewo jako Duda, Kołodziej
- 1989: Cyklop jako lekarz
- 1991: Ubu Królem jako król Wacław
- 1991: Wesele jako Wernyhora
- 1993: Powrót Odysa jako Femios
- 1993: Damy i huzary jako Rembo
- 1994: Chłopcy jako Jan Nepomucen Pożarski
- 1998: Sędziowie jako ksiądz

## Nagrody i wyróżnienia
- 1955 – Medal 10-lecia Polski Ludowej
- 1967 – Złoty Krzyż Zasługi
- 1975 – Krzyż Kawalerski Orderu Odrodzenia Polski
- 1975 – Medal 30-lecia Polski Ludowej
- 1985 – Medal 40-lecia Polski Ludowej
- 1987 – Krzyż Oficerski Orderu Odrodzenia Polski